# OVERDRIVE (ブランド)
OVERDRIVE（オーバードライブ）は、株式会社キッチンガイズファクトリーのアダルトゲームブランド。略称「オバイブ」。

## 概要
設立は2006年4月、代表はmilktubリーダーの「bamboo」。現在、東京都台東区雷門に拠点を置いている。童貞を雇用しないという（冗談を理解出来ない人間を雇用しないという意味合い）他ブランドと異なる大きな特徴があったが、現在は備考欄からは消されている。2008年8月より2010年4月まで公式モバイルサイト「OVERDRIVE MOBILE」が展開されていた。
2018年4月、12年におよぶ活動の締めくくりとして最終作MUSICUS!の制作を発表。シナリオは瀬戸口廉也、原画・キャラクターデザインはすめらぎ琥珀が参加。CAMPFIREにて同年7月30日に開発プロジェクトのクラウドファンディング(CF)を開始したところ、日本記録級の異例の速さで目標調達金額に到達。2018年10月18日の最終集計で1億3230万2525円の支援金額となり、日本国内クラウドファンディング史上最高調達額を達成した。
ブランド終了の理由として代表のbambooは、「体力的・精神的な問題」や「若いクリエイターのセンスに敵わなくなったと感じたこと」、「自身の持つ様々な肩書きを整理し、ゆくゆくは音楽一つにシフトしていきたい気持ちもある」というものを挙げている。また、今回はOVERDRIVEブランドを終了するだけであって、母体の会社であるキッチンガイズファクトリー自体を畳むつもりはないとも語った。
クラウドゲーミングプラットフォーム「OOParts」に『キラ☆キラ』『超電激ストライカー』をアルファ版として提供しており、2020年4月24日に正式配信された。
2020年5月29日にはOVERDRIVEの全作品が配信された。
2022年3月31日、全てのブランド活動を終え、解散した。

## 作品一覧
- 2006年12月15日 - エーデルワイス
- 2007年11月22日 - キラ☆キラ
  - 2009年2月26日 - キラ☆キラ 〜Rock'n'RollShow〜
- 2008年8月14日 - キラ☆キラ カーテンコール
- 2008年8月14日 - エーデルワイス 詠伝ファンタジア
- 2010年6月18日 - DEARDROPS
  - 2011年3月10日 - DEARDROPS DISTORTION
- 2011年6月24日 - 電激ストライカー
- 2011年9月30日 - Go! Go! Nippon! ~My First Trip to Japan~
- 2011年11月25日 - d2b vs DEARDROPS - Cross the Future -
- 2012年7月27日 - 超電激ストライカー
- 2013年2月28日 - 僕が天使になった理由 LOVE SONG OF THE ANGELS.
- 2013年10月25日 - グリーングリーン OVERDRIVE EDITION
- 2015年10月16日 - Go Go Nippon 2015
- 2019年12月20日 - MUSICUS!